# Frederick H. Evans
Pour les articles homonymes, voir Evans.
Frederick H. Evans (Londres, 26 juin 1853 - idem, 24 juin 1943) est un photographe anglais.

## Biographie
Dès 1887, Frederick Evans reçoit une médaille de la Royal Photographic Society pour une exposition de microphotographies. Trois ans plus tard, il montre ses premières photographies de cathédrales à l'exposition annuelle de cette société.
En 1900, il est élu membre de Linked Ring, organisation consacrée à la promotion de la photo en tant qu'art. Il écrit en 1903 un article incisif, L'imitation est-elle nécessaire et cela en vaut-il la peine ?, pour le journal The Amateur photographer. Alfred Stieglitz lui consacre un numéro de Camera Work, avec une appréciation par George Bernard Shaw. En 1904, il publie à nouveau six importants articles sur la photo d'architecture dans The Amateur Photographer.
Il devient professionnel en 1905, acceptant d'effectuer des reportages pour Country life, notamment sur des châteaux en France.
En 1907, il réfute avec George Bernard Shaw les critiques que portait Robert Demachy à la pure photographie, qui, pour ce dernier n'était pas de l'art.
Le Photographic Salon de 1908, dominé par Edward Steichen et Alvin Langdon Coburn, ne lui permet d'exposer qu'une épreuve. Par réaction, Evans rejoint alors le Salon des Refusés.
En 1911, il réalise une série sur la cathédrale de Westminster. Il publie en 1912, à compte d'auteur, des reproductions en platinotypie d'illustrations de l'œuvre de Virgile par William Blake. Il fait de même des agrandissements de L'Alphabet de la Mort de Hans Holbein et des caricatures d'Aubrey Beardsley.
En 1928, il est élu membre honoraire de la Royal Photographic Society.
Evans décède en 1943 à West Acton, Londres.
Bien que considéré comme l'un des plus grands photographes de cathédrales grâce à ses tirages au platine d'une très grande perfection, Evans fut aussi portraitiste. Il saisit notamment son ami George Bernard Shaw.

## Collections
- George Eastman House
- Royal Photographic Society

## Expositions
contemporaines
- 1897, The architectural Club, de Boston expose 120 de ses photographies.
- 1900, 1922 exposition personnelle à la Royal Photographic Society
- 1910, Onze photographies, sélectionnées par Stieglitz à Buffalo (New York)

rétrospectives
- 1944, Royal Photographic Society
- 1945, Symposium à sa mémoire
- 1964, George Eastman House

## Référence
- Revue Terre d'Images, numéro 13, 1965